# Deborah Shelton
Deborah Shelton, född 21 november 1948 i Norfolk, Virginia, USA, är en amerikansk fotomodell och skådespelare.
Deborah Shelton korades till Miss Virginia 1970 och senare samma år till Miss USA. Vid Miss Universum-tävlingen 1970 kom hon på andra plats.
Shelton gjorde småroller i TV-serier som Skål och Kärlek ombord, innan hon slog igenom som J.R.:s älskarinna Mandy Winger i Dallas (1984-1987).